# Galeras (Sucre)
Galeras es un municipio colombiano del departamento de Sucre ubicado en la subregión de Sabanas, al norte del país. Dista 50 km de la capital departamental, Sincelejo. Es municipio desde el 24 de octubre de 1968.
Galeras es reconocido principalmente por el Festival Folclórico de la Algarroba y la Muestra Anual de Cuadros Vivos, que se celebran entre el 3 y el 8 de enero. Los Cuadros Vivos son un patrimonio cultural del departamento de Sucre.

## Toponimia
Sobre el topónimo "Galeras", se cree que se debe a que Galeras fue en sus inicios un lugar de engaleramiento o encierro de ganados, puesto que la acepción idiomática de esta palabra es la de retener o aprisionar en sentido general. Inicialmente su cabecera tenía por nombre "Nueva Granada". 

## División Político-Administrativo
Aparte de su Cabecera municipal. Galeras tiene bajo su jurisdicción los centros poblados: 
- Abre El Ojo
- Baraya
- Mata de Guásimo
- Pueblo Nuevo (Junín)
- Pueblo Nuevo II
- Puerto Franco
- San Andrés de Palomo
- San José de Rivera

### Veredas
El municipio tiene constituido las siguientes veredas: Surban, Palmital, Bleo, San Pelayo, Los Leones, El Jacinto, La Corocera, San Luís, El Pantanito, El Guamo, Los Abetos, Caña Seca, Mancomoján, Campo Ameno.

## Vías de acceso
- Aéreas: El aeropuerto más cercano es el Aeropuerto Las Brujas, de la ciudad de Corozal, ubicado a 30 minutos de Galeras.
- Terrestres: Hay una carretera asfaltada que comunica con los municipios de Sincé, San Juan de Betulia, Corozal y Sincelejo. También hay una carretera destapada que comunica con Magangué, Bolívar.

## Historia

### Época precolombina
El territorio del actual municipio de Galeras se encontraba en la parte marginal del antiguo territorio Zenú. Se tienen noticias vagas de una pequeña localidad indígena asentada en el paraje hoy conocido como San Cosme.

### Época virreinal
Gran parte de la superficie estaba cubierta por bosques espesos y cerrados que impidieron a los españoles la salida de las sabanas hacia el río Magdalena. Por esta razón, la entrada de los españoles en estos bosques tardó más de 200 años.
Solo hasta 1770 se tiene noticia de que estos terrenos pasaron a formar parte del Hato de San Luis, de propiedad de don Fernando de Mier y Guerra, fundador del marquesado de Torre de Hoyos, y que al ser dividido por diferentes causas dio nacimiento al famoso Globo de San Luis, de propiedad de los hermanos Navas. Este es el origen de todas las escrituras de propiedad que en Galeras se conocen.
Con el tiempo se hicieron famosos los cañadulzales de Galeras y muchas de las grandes fortunas de Galeras y Sincé tuvieron su origen en el tráfico de licor de contrabando. Cuando don Antonio de la Torre y Miranda suprimió la producción de ron de contrabando y fundó una Real Fábrica de Aguardiente en Corozal, los productos del ron de contrabando, llamado antiguamente Ron Vichengue y hoy Ron Ñeque, buscaron sitios ocultos en la espesura de los bosques y donde hubiera aguas potables para instalar alambiques y continuar con el negocio. San Cosme y posteriormente Galeras cumplían con ese doble requisito.
San Cosme alcanzó a ser un “barrio de la parroquia de Sincé”, habitado inicialmente por blancos pobres provenientes de Sincé, San Benito Abad y otras poblaciones, además de desertores de las milicias, vichangueros, negros esclavos huidos e indios.
Existen varias versiones sobre los motivos que tuvieron los vecinos de San Cosme para radicarse donde hoy está asentada Galeras, pero hay que advertir que esta emigración fue muy lenta, que duró más de un siglo y provocó la existencia de dos pueblos paralelos y muy cercanos, en el que uno terminó absorbiendo al otro; hay que anotar que San Cosme conservó su categoría de corregimiento hasta 1903, que allí se celebraban corridas de toros y riñas de gallos.
Una leyenda local afirma que la pareja formada por el indio San Cosme y su mujer, la india Galera, por desavenencias amorosas se separaron y la india dejó a su marido y se estableció en la hoy Plaza de La Virgen, dando lugar al nacimiento del pueblo de Galeras. Los terrenos cenagosos de San Cosme, invadidos por insoportables mosquitos y jejenes y ya erosionados por los indígenas, no eran aptos para el cultivo de la yuca (base de la alimentación indígena), lo que obligó a los habitantes a buscar sitios más adecuados donde el bosque fuera alto para poder cortarlo, quemarlo y así poder sembrar sus cultivos (técnica conocida como "roza").
Poco a poco la gente fue emigrando a lo que hoy es Galeras; cada uno sembraba donde le parecía y los ranchos de las pequeñas rozas se fueron agrandando, convirtiéndose en viviendas permanentes; esto dio lugar al nacimiento de calles tortuosas, con muchos callejones y recovecos, lo que explica el por qué las calles de Galeras no tienen una traza de cuadrícula ordenada, tal como construían los españoles las ciudades, y por el contrario son calles que van en todos sentidos sin trazo definido. 

### Época de la independencia
Las constantes guerras y las convulsiones sociales que se produjeron con la separación del Imperio español provocaron que muchas personas huyeran de sus poblados para buscar refugio en aldeas retiradas y salvaguardadas de la violencia. La situación aislada de San Cosme, enclavada como estaba dentro de un tupido bosque tropical y con aguas lloradas potables, lo convirtió en un refugio seguro para las personas que huían de estos acontecimientos. 
Poco a poco fueron internándose en la espesura de los bosques, que en ese tiempo cubría la tierra Galerana, individuos que se asentaron en el paraje de San Cosme, al amparo de los poquísimos indígenas que allí vivían y de la existencia de aguas lloradas potables, elemento éste determinante, ante su escasez, para el asentamiento de personas en las sabanas. 
Según don Diego de Coley, por datos obtenidos a través de la tradición oral de sus antepasados y sin poder confirmar su exactitud, entre las primeras personas que se establecieron en Galeras, están:
Luis Francisco Coley, miembro de la Legión Británica de origen irlandés, con su esposa Martina Royeth, española; Remigio Severiche (español), Leandro Campo (español), Francisco de Borja (español), María Andrea Jarava, nativa y esposa de Severiche; un mulato de apellido Díaz y otro de nombre Roque y el mestizo Francisco Vicente Anaya.

### SigloXIX
Por circunstancias de índole política el municipio de Galeras vivió cuatro momentos administrativos, en los cuales desde el siglo XIX hasta el año 1968 unas veces fue erigido como municipio y en otras fue anexado a Sincé o a Corozal.
La aparición de Galeras entre las entidades gubernamentales, es decir, el reconocimiento que el Estado le hace de su existencia, se inició con la Ordenanza del día 13 de octubre de 1849 expedida por la Cámara de la Provincia de Cartagena, que erigió a Galeras como Aldea, equivalente a lo que hoy es Corregimiento, y fue anexado al Distrito Parroquial de Sincé, Cantón de Corozal.
Para alcanzar este rango, la Ley exigía que la población la compusieran no menos de 600 almas. Pero al año de ser Aldea, Galeras, por medio de la Ordenanza de 3 de octubre de 1850, expedida por la Cámara de la Provincia de Cartagena, fue elevada a la categoría de Distrito Parroquial, equivalente a lo que en la actualidad es un municipio, para lo cual la Ley exigía un mínimo de 1.000 almas que lo habitaran.
Galeras fue por segunda vez Municipio al aprobarse la Ley 23 de 1875, expedida por la Asamblea Legislativa del Estado Soberano de Bolívar, que lo elevó nuevamente a la categoría municipal y le asignó como corregimientos a los caseríos de San Cosme, Arranca Machete (hoy Valencia), Cantarrana y Sitio Nuevo, haciéndola parte de la provincia de Corozal.

### SigloXX
En su tercer momento político y administrativo Galeras pasó a llamarse municipio de Nueva Granada, creado mediante Ordenanza del día 15 de abril de 1931, pero su vida como territorio independiente sólo duró hasta 1933, cuando el Consejo de Estado, en fallo del día 14 de junio, decidió revocar la Ordenanza demandada por algunos sinceanos.
Por último, la definición de la cual goza Galeras en la actualidad se estableció según la Ordenanza 4 del 15 de octubre de 1968, emanada por la Honorable Asamblea Departamental de Sucre.

## Geografía
El municipio de Galeras se encuentra ubicado en el centro geográfico del departamento de Sucre, exactamente en la Subregión de La Sabana, que hace parte de la Región Caribe de Colombia. 
Las coordenadas geográficas son las siguientes: por el Norte 9°12’48” latitud Norte, por el Sur 9°01’24” latitud Norte, por Oriente 74°21’19” longitud Oeste, por el occidente 75°05’48” longitud Oeste del meridiano de Greenwich. 
La altitud media es de 80 m s. n. m., y temperatura media de 33 °C, al sudeste de Sincelejo y distante de ésta capital a 50 kilómetros aproximadamente, por carretera asfaltada.
Según datos suministrados por el Plan Básico de Ordenamiento Territorial, el municipio de Galeras tiene una extensión de 321.6 km², con unas características topográficas del suelo que van de relieve plano a ondulado, combinado con suelos de playones y de formación cenagosa al sur del territorio, en límites con el Municipio de San Benito Abad.

### Límites
- Norte: Municipio Sincé.
- Sur: Municipio de San Benito Abad.
- Oriente: Municipio de Magangué (Bolívar).
- Occidente: Municipios de Sincé y El Roble.

## Símbolos

### Escudo

Escudo de Galeras.

El escudo de Galeras, de forma española, tiene los siguientes símbolos en su interior:
- Palma de vino: Aparece en la parte central del escudo; es el árbol municipal, del cual los antepasados galeranos derivaron su techo y su sustento (palmito, vino y corozo), pues de él obtenían gran cantidad de derivados y artesanías.
- Rula o machete: Aparece en la parte inferior izquierda insertada en un tronco de palma de vino; esta herramienta es símbolo del trabajo y el esfuerzo de los campesinos que con ahínco sacan adelante sus propósitos.
- Asno o borrico: Es el animal municipal, aparece con pose gallarda en la parte inferior derecha de la palma de vino, y representa el esfuerzo, el trabajo y la nobleza. Como animal bíblico del cual se cuentan muchas anécdotas y fábulas, ha sido el medio de transporte y de carga más usual y de más fácil asequibilidad para los campesinos durante siglos.
- Los brazos: En la parte inferior del escudo hay dos brazos extendidos en pose de jolgorio alusiva a la cumbia. El de la izquierda sostiene una cazuela que tiene en su interior las frutas y cultivos más comunes del municipio, y el brazo derecho sostiene otra cazuela con los instrumentos musicales típicos con que se ejecuta la cumbia. Alrededor se extienden los colores de la bandera municipal.
- Lema o divisa: El lema o divisa del municipio aparece en la parte inferior: «Paz, Cultura y Progreso». La paz hace referencia a la tranquilidad y armonía que deben reinar entre los galeranos; la cultura se refiere a conservar las tradiciones de los antepasados, y el progreso significa mejorar la calidad de vida de los pobladores del municipio en todos los ámbitos.

### Bandera

Bandera de Galeras.

La bandera o pabellón municipal está dividida en tres partes: un triángulo en el extremo izquierdo que llega hasta la tercera parte del largo de la bandera, de allí parte una línea horizontal que la divide en dos franjas iguales formando dos trapecios rectangulares. El tamaño de la bandera debe guardar la proporción de dos partes de largo por una de ancho. Los colores de la bandera son los siguientes:
- Rojo cobrizo: El triángulo de color rojo cobrizo representa el color del suelo. Esto simboliza el arraigo y amor a la tierra y a los antepasados, a sus tradiciones y costumbres.

- Verde: El trapecio rectangular superior de color verde representa los prados, la variedad de cultivos de la sabana y la fertilidad de sus tierras. Además este color representa también la esperanza del galerano, que con sus esfuerzo, interés y solidaridad ha demostrado que su comarca progresa cuando sus habitantes se esfuerzan y trabajan unidos.

- Blanco: El trapecio rectangular inferior de color blanco, simboliza la paz, armonía y sinceridad que deben reinar en el municipio, así como el ambiente acogedor para los propios y visitantes.

- Cinco estrellas: En la bandera se encuentran cinco estrellas de color dorado en alto relieve que forman un semicírculo y ocupan los tres colores de la bandera. Cada estrella representa uno de los corregimientos del municipio: Puerto Franco, Baraya, San Andrés de Palomo, San José de Rivera y Pueblo Nuevo Junín.

### Himno
| - Letra: Salomón Simahan. - Música: Pello Torres. Coro Dulce pueblo, recibe los votos que el galerano en tus altares juró que serías algún día pueblo libre donde reine la justicia, la paz y el amor. I Tú nos diste la alegre existencia; con el jugo de tierra fecunda, colorada y cielo azul, aquí vivimos trabajando y cantando, esgrimiendo con altura el machete, la pluma y la cruz. II Los mayores se encuentran en la tumba descansando de los afanes perdidos, dejando una herencia sagrada en los hombros de nosotros tus hijos. III Laberinto de calles sin salida donde está el refugio eterno de tus hijos y humilde sombrea el algarrobo, saludando orgulloso al viajero. | IV Son tus bellas mujeres la grandeza que doblega la frente dolorida del hombre que labra la tierra al sembrar el fruto que da vida. V ¡Oh Galeras! Despierta y no duermas, que el trabajo te invita a la vida las palmas dibujan paisajes, donde ama y sueña el labriego VI ¡Un siglo te costó para romper el yugo! ¡Por eso creo en ti y en tus valientes hombres! ¡Creo en tu libertad y en el cuero de tus tambores, con que se redobló el triunfo coronado de laures y de honores! |

## Tradiciones

### Festival Folclórico de la Algarroba y Cuadros Vivos
En el Festival Folclórico de la Algarroba se hace la Muestra Anual de Cuadros Vivos, entre el 3 y el 8 de enero desde el año 1986. Una de las actividades centrales del Festival es la exposición de ‘cuadros vivos’ personificados por miembros de la comunidad, en la cual se recrean apartes de la tradición cultural y religiosa del municipio. La aparición de los cuadros vivos en Galeras se remonta al siglo  XIX,  según la antropóloga Gloria Triana, en concordancia con lo expresado en el documento para la sustentación del Plan Especial de Salvaguardia ante el Ministerio de Cultura de Colombia, aproximadamente  antes del año 1849, cuando Galeras se eleva a categoría de aldea o corregimiento. 
Algunos autores como el escritor Oscar Collazos asemejan los cuadros vivos al Tableau Vivant de Francia, un tipo particular de entretenimiento social que tuvo mucho auge en la primera mitad del siglo XIX y que consistió básicamente en que las personas ricas en una fiesta, solían disfrazarse y hacerse pasar como personajes de una pintura o un grabado de su propia elección. Picante y brillante, solía ser una forma generalizada de entretenimiento, pero desapareció, probablemente como resultado del auge de la industria del entretenimiento en el siglo XX y el nacimiento de la cinematografía. 
En Galeras se ha conservado esta singular manifestación cultural de manera espontánea. Allí se realiza a manera de teatro, de galería de arte vivo a cielo abierto, una exposición anual de Cuadros Vivos a lo largo de tres calles vestidas en iguales noches, en donde se exponen ejercicios creativos igual del ilustre Doctor, del Magíster, del artista del más encumbrado, hasta posturas de brega y oficios diversos, compartiendo espacio y tiempo con el zapatero, el empleado público, el campesino, docente, modista, estudiantes de todas las edades y un sinnúmero de gentes del común, de alto, mediano y bajo rango social, con participación masiva de mujeres, ancianos, niños y jóvenes, y con temáticas que tocan lo religioso, las costumbres, el amor, la soledad, el abandono, la crítica social, los sueños, los mitos, miedos y esperanzas, el desahucio, la pobreza, etc.   
Es al pueblo de Galeras, al reconocimiento de su entusiasmo, recursividad, economía de elementos, a su imaginería, a la experiencia colectiva que termina siendo todo un ejercicio de convivencia en medio de la diversidad y las divergencias manifiestas en la presentación de sus Cuadros Vivos, al que el Ministerio de Cultura de Colombia tiene en turno para incluir en su Lista Representativa de Patrimonio Cultural Inmaterial de la Nación, previa sustentación de su Plan Especial de Salvaguardia y su aprobación por parte de la Junta Nacional de Patrimonio. 
Ha sido decisiva la intervención de un grupo de intelectuales y hombres de La política, entre ellos la del exsenador y Embajador en Italia, Carlos Martínez Simahan, algunos pedagogos como Samuel Jarava Cueto, entre otras personas y artistas como Ciro Iriarte en el impulso y vertiginoso auge demostrado desde hace 25 años, cuando se inició la primera acción de salvaguardia.

## Lugares de interés
- Iglesia de la Inmaculada Concepción de María
- Parque Recreacional Pelinku
- Parque Cultural de la Algarroba
- Plaza de Corralejas

## Estructura organizacional municipal
| Galeras      | Galeras     | Galeras                    |
| Departamento | Código DANE | Categoría municipal (2023) |
| ------------ | ----------- | -------------------------- |
| Sucre        | 70235       | Sexta                      |

- Personería: Es un centro del Ministerio Público de Colombia que ejerce, vigila y hace control sobre la gestión de las alcaldías y entes descentralizados; velan por la promoción y protección de los derechos humanos; vigilan el debido proceso, la conservación del medio ambiente, el patrimonio público y la prestación eficiente de los servicios públicos, garantizando a la ciudadanía la defensa de sus derechos e intereses.

- Concejo Municipal: Es la suprema autoridad política del municipio. En materia administrativa sus atribuciones son de carácter normativo. También le corresponde vigilar y hacer control político a la administración municipal. Se regulan por los reglamentos internos de la corporación en el marco de la Constitución Política Colombiana (artículo 313) y las leyes, en especial la Ley 136 de 1994 y la Ley 1551 de 2012.

Constituido por 11 concejales por un periodo de 4 años. 
- Alcaldía Municipal: En esta se encuentra la administración municipal y las entidades descentralizadas del municipio.

El Alcalde se pronuncia mediante decretos y se desempeña como representante legal, judicial y extrajudicial del municipio. El actual Alcalde municipal es Javier Castro Jiménez (2024-2027), elegido por voto popular.
- JAL.

## Servicios públicos
- Energía Eléctrica: Afinia, del grupo EPM, es la empresa prestadora del servicio de energía eléctrica.
- Gas Natural: Surtigas es la empresa distribuidora y comercializadora de gas natural en el municipio.